# ۴-متیل-۲٬۵-متوکسی‌فنیل‌سیکلوپروپیل‌آمین
۴-متیل-۲،۵-متوکسی‌فنیل‌سیکلوپروپیل‌آمین (به انگلیسی: 4-Methyl-2,5-methoxyphenylcyclopropylamine) با فرمول شیمیایی C۱۲H۱۷NO۲ یک ترکیب شیمیایی با شناسه پاب‌کم ۳۰۱۷۹۶۵ است. که جرم مولی آن ۲۰۷٫۲۷ g/mol می‌باشد. 